# William Yarrell
William Yarrell (Londres, 3 de juny de 1784 - Great Yarmouth, 1 de setembre de 1856) fou un llibreter i naturalista anglès.

## Biografia
Yarrell va néixer a Londres. El seu pare era un venedor de periòdics, que va succeir en el negoci, en el qual va romandre fins pocs anys abans de morir. Yarrell tenia la fama de ser la millor escopeta i la millor canya de pescar de Londres, i aviat es va convertir en un expert naturalista.
Yarrell és conegut pel fet que és l'autor de The History of British Fishes (2 vols., 1836) i The History of British Birds (2 vols., 1843). L'últim es va reeditar en nombroses ocasions, i va ser el llibre de referència per a una generació d'ornitòlegs britànics.
Va ser el primer que va descriure el cigne petit (Cygnus colombianus bewickii), l'any 1830, en distingir-lo del cigne cantaire (Cygnus cygnus).
Va morir durant una excursió a Great Yarmouth.

## Honors
El 1825 va ser triat membre de la Societat linneana de Londres, de la qual va arribar a ser tresorer. Va contribuir, en nombroses ocasions, en les seves publicacionsTransactions. També va ser un dels membres fundadors de la Societat Zoològica de Londres.
Diverses espècies porten el nom de Yarrell, entre les quals les aus Carduelis yarrellii i Eulidia yarrellii, així com una espècie de peix. La subespècie britànica de la Cuereta blanca, Motacilla alba yarrellii, també porta el seu nom.

## Obra
- «Observations on the Tracheæ of Birds; with Descriptions and Representations of several not hitherto figured.» (en anglès). Transactions of the Linnean Society of London, 15, 2, 1827, pàg. 378–391.
- «Description of a Species of Tringa, killed in Cambridgeshire, new to England and Europe.» (en anglès). Transactions of the Linnean Society of London, 16, 1, 1829, pàg. 109–113.
- «On a new Species of Wild Swan, taken in England, and hitherto confounded with the Hooper.» (en anglès). Transactions of the Linnean Society of London, 16, 2, 5-1830, pàg. 445–454.
- On the Organs of Voice in Birds. — Ibid. xvi. 305.
- Description of the Organs of Voice in a new species of Wild Swan (Cygnus buccinator, Richards.) — Ibid. xvii.
- Descriptions of Three British Species of Freshwater Fishes, belonging to the genus Leuciscus of Klein. — Ibid. xvii. 5.
- On the Habits and Structure of the Great Bustard (Otis tarda of Linnaeus). — Ibid. xxi. 155.
- Notice of an Interwoven Mass of Filaments of Conferva fluviatilis of extraordinary size. — Proc. Linn. Soc. i. p. 65.
- On the Influence of the Sexual Organ in modifying External Character. — Journ. Linn. Soc. i. p. 76.
- A history of British fishes (en anglès).  Londres: J. Van Voorst, 1836. DOI 10.5962/bhl.title.31573.

## Abreviatura
L'abreviatura Yarrell es fa servir per indicar  William Yarrell com autoritat en la descripció i taxonomia dins la zoologia.